# Patrik Berg

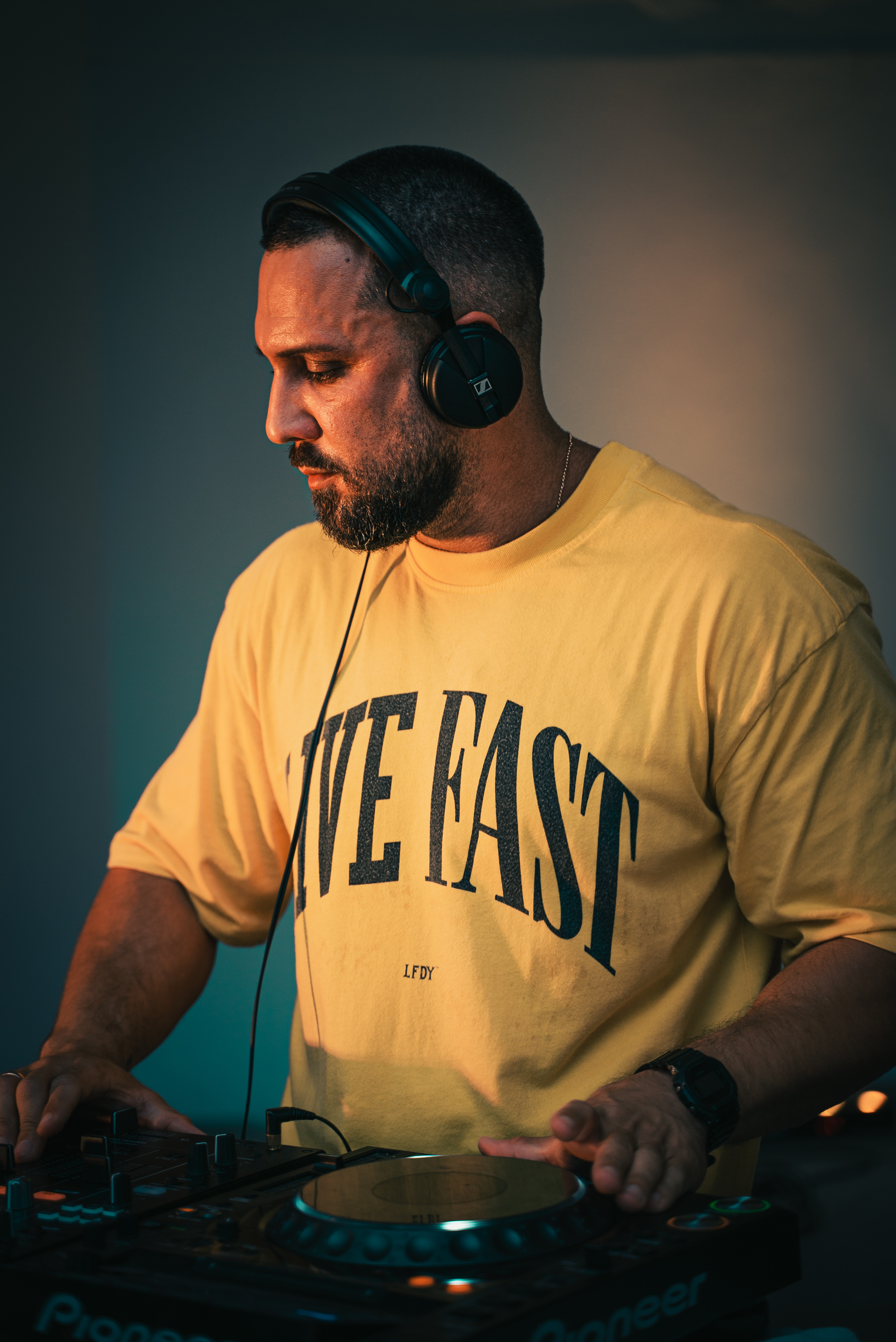
Patrik Berg bei einem Auftritt 2018 im Club Artheater in Köln

Patrik Berg (* 26. Oktober 1985 in Bonn) ist ein deutscher DJ und Produzent im Bereich Techno.
Patrik Berg studierte Audio Engineering am SAE Institute. Neben der Aktivität als Techno-DJ in seiner Heimatregion Köln begann er 2017 mit seinen Veröffentlichungen auf den Labels Terminal M (Monika Kruse) und Drumcode (Adam Beyer) seine internationale Karriere. So trat er unter anderem in London, Tokyo und Paris auf.

## Diskographie (Auszug)

### Singles und EPs
- 2017: My Moog (Tronic)
- 2017: Running Numbers (Filth on Acid)
- 2018: Discovery (Terminal M)
- 2018: Right Here (Transmit Recordings)
- 2019: Galactica (Terminal M)
- 2019: Bright (Terminal M)
- 2020: Like Forever (Terminal M)
- 2020: Activated (Drumcode)
- 2021: Living the Lie (Drumcode)
- 2021: Never Stop (Terminal M)
- 2022: Don't Give Up (Session Womb)
- 2023: Punchline (exzess)
- 2023: Give It To Me (exzess)
- 2023: Reminder (exzess)